# Моулл, Говард
Говард Уэст Килвинтон Моулл (англ. Howard West Kilvinton Mowll, 1890—1958) — англиканский миссионер и священник.
Моулл был епископом Западного Китая с 1925 по 1933 год и архиепископом Сиднея с 1933 года до своей смерти в 1958 году.

## Биография
Моулл родился в Дувре, Великобритания, и учился в Дуврском колледже до 1903 года, а затем поступил в Королевскую школу в Кентербери.
В 1926 году он сменил Уильяма Касселса на посту епископа Западного Китая. Будучи стойким евангелистом, по возвращении с миссионерской деятельности в Западном Китае (Сычуань), Моулл рано испытал трудности в преимущественно либеральной церкви, прежде чем в годы Второй мировой войны стал известен в стране. В 1947 году он был избран примасом Австралии.
В течение месяца после начала Второй мировой войны он сформировал Национальный чрезвычайный фонд англиканской церкви (англ. Church of England National Emergency Fund, CENEF), который поддерживался добровольцами и сбором средств Сиднейской епархиальной ассоциацией церковных женщин (англ. Sydney Diocesan Churchwomen's Association). Фонд профинансировал палатки для отдыха и спонсировал капелланов в военных лагерях вокруг Сиднея, а также в соборе Святого Андрея и других церквях вокруг Сиднея. Чтобы продолжать помогать бывшим военнослужащим после войны и работать с молодежью, фонд собрал средства на покупку домов по адресам 201 Castlereagh Street, Сидней и Rathane Road в Королевском национальном парке. Фонд использовал здание на Castlereagh Street для покупки земли на Gilbulla Avenue и 117 акров земли в Касл-Хилл для строительства деревни для престарелых. Эта деревня для престарелых была одним из его наиболее известных достижений и стала первой деревней для престарелых в Австралии. Сегодня это место остается флагманом англиканской деревни престарелых Сиднейской епархии. В 1947 году, после войны, он был избран примасом Австралии.